# Turó del Benet
El Turó del Benet és una muntanya de 579 metres que es troba al municipi de Castellfollit de Riubregós, a la comarca de l'Anoia.